# Hieronymus Weller
Hieronymus Weller, auch Weller von Molsdorff (* 5. September 1499 in Freiberg; † 20. März 1572 ebenda) war ein evangelischer Theologe und Reformator.

## Leben

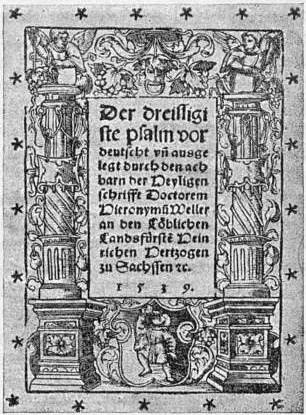
Das erste in Dresden gedruckte evangelische Büchlein (Psalm 30 verdeutscht und ausgelegt durch Hieronymus Weller)

Weller entstammte einem alten Patriziergeschlecht, das in der Gegend von Plauen mehrere Güter besaß, auch Bürgermeister und Ratsherren in Freiberg stellte und hohes Ansehen genoss. Er war der älteste Sohn des Freiberger Bürgermeisters Johannes Weller von Molsdorff (1450–1509), und dessen dritter Ehefrau Johanna (geborene Bock, † 1530). Die vorherigen Ehen des Vaters blieben kinderlos, aus dieser entstammten zwei Töchter und sechs Söhne. Er verlor seinen Vater, als er zehn Jahre alt war, so dass er in die Obhut seines Onkels mütterlicherseits nach Naumburg kam. Er besuchte dort die Schule und konnte drei Jahre darauf an die Leucorea nach Wittenberg gehen. Sein jüngerer Bruder Peter (Petrus) Weller, folgte ihm später dorthin, starb aber bereits im Alter von 33 Jahren in Jerusalem.
Mit 19 Jahren wurde er bereits Baccalaureus. Er konnte jedoch nicht weiter in Wittenberg bleiben, sondern musste sich seinen Unterhalt als Schulmeister in Zwickau und Schneeberg verdienen. Nach sieben Jahren gaben ihm seine adligen Verwandten die Möglichkeit, weiter zu studieren. In diese Zeit fällt jene innere Erschütterung, die eine Predigt Martin Luthers bei ihm auslöste.
1527 begab er sich zu Luther, um Hauslehrer für dessen Kinder zu werden. Während Luther sich auf der Veste Coburg aufhielt, war er eine Stütze für dessen Haushalt. In seiner Nähe verbrachte er volle acht Jahre, bis er die theologische Doktorwürde erwarb. Die Promotion fand in Gegenwart des gerade in Wittenberg weilenden englischen Gesandten Barns am 14. September 1535 statt.
Die inzwischen in seiner Heimatstadt durchgeführte Reformation führte dort zur Errichtung einer theologischen Lektur, die er 1539 übernahm. Nachdem Nikolaus Hausmann hier vorgearbeitet hatte, war es ihm nicht schwer, eine einflussreiche Stellung zu erhalten. Justus Jonas der Ältere und Georg Spalatin führten ihn in das Amt bei Gelegenheit der Meißnischen Kirchenvisitation ein. Seine Tätigkeit am Gymnasium und auch sein Briefwechsel waren umfassend.
Bemerkenswert war u. a. seine Auslegung der Haustafel von Luther mit dem Titel De officio ecclesiastico, politica et oeconomico libellus pius et eruditus (1552), die erste eigenständige Behandlung dieses Katechismustextes, der für das Verständnis des lutherschen Gesellschaftsbildes grundlegend ist. Zahlreiche bedeutende Prediger des 16. und 17. Jahrhunderts folgten dann dem Beispiel Wellers, wie Cyriacus Spangenberg, Ägidius Hunnius, Johann Arndt und Johann Conrad Dannhauer und viele andere. Auch die deutsche Übersetzung (1556) des Buches von Valentin Winsheim wurde mehrmals gedruckt.
Weller stand in ständiger Verbindung mit Luther und Philipp Melanchthon. Unangefochten blieb er trotzdem nicht. Nachdem er 22 Jahre lang Vorlesungen gehalten und auch biblische Erklärungen herausgegeben hatte, zog er sich mehr und mehr zurück, beteiligte sich aber noch an allen theologischen Fragen der Zeit. Seine geistige Hinterlassenschaft erschien 1702 in zwei Folio-Bänden.